# Сендеров, Эрнест Эрнестович
Эрне́ст Эрне́стович Се́ндеров — учёный-геолог, геохимик, лауреат премии имени А. Е. Ферсмана (1970), кандидат геолого-минералогических наук (1967), доктор химических наук (1985), автор более 100 научных статей, автор и соавтор четырёх монографий.

## Биография
Родился 4 марта 1936 года в Москве в семье служащих. В 1958 году с отличием окончил геологический факультет МГУ по специальности «геолог-геохимик». По окончании вуза был принят на работу в лабораторию магматогенных процессов Института геохимии и аналитической химии имени В. И. Вернадского АН СССР. С 1971 года — старший научный сотрудник. С 1990 года — ведущий научный сотрудник в лаборатории кристаллохимии.
В 1967 году защитил диссертацию на учёную степень кандидата геолого-минералогических наук по теме: «Экспериментальное изучение кристаллизации натриевых цеолитов в связи с проблемами их синтеза и образования в природе». В 1985 году защитил диссертацию на учёную степень доктора химических наук по теме: «Субсолидусные фазовые отношения каркасных алюмосиликатов (щелочные полевые шпаты, цеолиты)».
Исследования Сендерова посвящены, в основном, экспериментальному изучению термодинамики и кинетики превращений в системах, моделирующих природные гидротермальные и постмагматические процессы с участием силикатных минералов; проблемам изучения минеральных равновесий при повышенных температурах и давлениях и, в частности, физической химией процессов образования природных и получения искусственных цеолитов. Результаты исследований использовались для интерпретации условий эволюции пород земной коры, а также для разработки методов получения важных для практики материалов.
Под научным руководством Сендерова в ГЕОХИ было защищено пять кандидатских диссертаций.
За монографию по цеолитам, написанную совместно с Н. И. Хитаровым (издана в 1970 году), Президиум АН СССР в 1971 году присудил премию имени академика А. Е. Ферсмана.
С 1991 года работает в США. В 1991 году был приглашённым учёным в Принстонском университете в лаборатории профессора А. Навроцкой. С 1992 года более 20 лет проработал в качестве исследователя в ряде компаний химической индустрии США.
В Америке фокус научных интересов Сендерова сместился в область материаловедения, синтеза и модификации цеолитов, разработки катализаторов нефтепереработки, средств очистки воды.
Автор и соавтор четырёх монографий, опубликованных в СССР, около ста научных статей в русских и международных научных журналах, соавтор более десяти патентов и патентных предложений в США и в других странах, автор многочисленных докладов на международных конференциях.
Э. Э. Сендеров женат третьим браком на Наталье Бернес, дочери народного артиста РСФСР Марка Бернеса. От первых двух браков имеет сыновей Евгения и Виктора.

## Публикации
Книги
- Сендеров Э. Э., Хитаров Н. И. Цеолиты, их синтез и условия образования в природе. — М.: Наука, 1970. — 283 с.
- Хитаров Н. И., Сендеров Э. Э., Бычков А. М., Учамейшвили Н. Е., Попов А. А. Особенности условий становления Эльджуртинского гранитного массива. — М.: Наука, 1980. — 120 с.
- Сендеров Э. Э., Петрова В. В. Современное состояние проблемы природных цеолитов. — М.: Изд. ВИНИТИ, 1990. — 142 с.
- Сендеров Э. Э. Процессы упорядочения каркасных алюмосиликатов. — М.: Наука, 1990. — 208 с.

Избранные статьи
- Senderov, E. E., and Khitarov, N. I. Synthesis of Thermodynamically Stable Zeolites in the Na₂O-Al₂O₃-SiO₂-H₂O System: — Advan. Chem Ser. 101 (1971), p. 149—154.
- Senderov, E. E. Experimental Study of Silicon and Aluminum Ordering Phenomena in Aluminosilicates: — Bulletin Soc. Franc. Miner. Cristallogr., V. 97 (1974), p. 393—402.
- Хитаров Н. И., Бычков А. М., Сендеров Э. Э., Попов А. А. О калиевых полевых шпатах Эльджуртинского гранита. // Очерки геологической петрологии. — М.: Наука, 1976, с. 216—224.
- Senderov, E. E. On the Theory of Al, Si Ordering in Albite: — Phys. Chem. Miner., V. 6 (1980), p. 251—268.
- Senderov, E., Hinchey, R., Marcus, A., Agarwal, M., Halasz, I., Connolly, P., and Marcus, B. Framework Ti Capacity of Ti-Silicate Prepared by a Non-Alcoxide Route: — Stud. Surf. Sci. Catal. 158 (2005), p. 711—724.
- Senderov, E., Halasz, I., Olson, D. H., and Liang, J.-J. Further Search for Hydroxyl Nests in Acid Dealuminated Zeolite Y: — J. Phys. Chem. C, V. 119 (2015), p. 8619-8625.

## Награды
- Премия имени А. Е. Ферсмана (1971) — за монографию «Цеолиты, их синтез и условия образования в природе»[3].